# Longarone
Longarone är en ort och kommun i provinsen Belluno i regionen Veneto i Italien. Kommunen hade 5 201 invånare (2018).
Den ursprungliga kommun upphörde den 22 februari 2014 och bildade med den tidigare kommunen Castellavazzo en ny kommun även den med namnet Longarone. Den tidigare kommunen hade 3 878 invånare (2013).